# Sonate pour violon et piano no 3 de Bax
Pour les articles homonymes, voir Sonate pour violon et piano.
La Sonate pour violon et piano no 3 est une œuvre de musique de chambre du compositeur britannique Arnold Bax, écrite en 1927.

## Contexte
La sonate no 3 a été esquissée au cours de l'été 1927 et a été écrite au cours de l'automne de la même année. Elle est jouée pour la première fois par le violoniste Emil Telmányi accompagné par Arnold Bax au piano, lors d'un concert de chambre retransmis par la BBC depuis l'Arts Theatre Club de Londres, le 4 février 1929. Le compositeur a notamment fait la remarque qu'Emil Telmányi « rend certainement l'œuvre terriblement excitante » (« certainly makes it fearfully exciting »). L'œuvre est publiée plus tard la même année, avec une dédicace au violoniste qui l'a créée.
Arnold Bax a trouvé sa propre partie de piano assez pénible lorsqu'il l'a jouée pour la BBC, et il a déclaré à Harriet Cohen que « le deuxième mouvement de ma sonate est indescriptiblement difficile et il semble qu'il y ait un piège dans presque chaque mesure et qu'on n'ait pas le temps de réfléchir » (« the second movement of my sonata is indescribably difficult and there seems to be a catch in nearly every bar and no time to think »).

## Structure
L'œuvre ne comprend que deux mouvements :
1. Moderato
2. Allegro molto

## Analyse
Si le style est nettement plus concentré que dans la première sonate, moins sensuel et décoré, on ne peut se tromper sur l'inspiration irlandaise et autobiographique qui traverse l'œuvre, lyriquement dans le premier mouvement, rythmiquement dans le deuxième mouvement avec son interlude central réfléchi.

### Premier mouvement
Le premier mouvement s'ouvre dans le style habituel d'Arnold Bax, dans les profondeurs lugubres du piano. Le violon qui prélude les premières mesures énonce un thème d'esprit introspectif, chantant un motif descendant qui a quelque chose de grinçant, et qui génère une grande partie de ce qui va suivre. Il s'élève jusqu'à un point culminant et conduit à un air entendu pour la première fois au piano, qui semble être une chanson folklorique irlandaise, mais qui est presque certainement un thème fabriqué par le compositeur et qui englobe des éléments folkloriques.

### Deuxième mouvement
La genèse irlandaise de cette œuvre est soulignée par les rythmes de danse folklorique du deuxième mouvement. Bien qu'il ne soit pas spécialement danseur, Arnold Bax s'est longtemps familiarisé avec les danses irlandaise pendant les dix années qui ont précédé la Première Guerre mondiale. Bien qu'il utilise rarement de véritables airs de danse sous forme de jigs ou de reels, un certain type d'allegro rapide et féroce en 
 accompagné d'un rythme de piétinement, comme ici, crée une ambiance enivrée.
Après près de trois minutes de doubles croches agressives, Arnold Bax renforce la couleur irlandaise en introduisant un nouveau thème rythmique en 
 qu'il indique « Planxty ». Ce mot est devenu habituel comme nom d'un groupe folklorique irlandais bien connu, et dénomme un air de harpe animé en triolets. Dans l'interlude central, le compositeur rêve aux choses du passé, sa rêverie faisant allusion à l'apogée romantique du dernier mouvement révisé de la première sonate.

## Discographie
- Violin Sonatas, Vol. 1 (Nos. 1, 3), Laurence Jackson (violon), Ashley Wass (piano), Naxos, 8.557540, octobre 2006